# لورين سوشا
لورين سوشا (مواليد 9 يونيو 1990) هي ممثلة إنجليزية، أشتهرت لدورها في مسلسل غير أكفاء.

## روابط خارجية
- لورين سوشا على موقع IMDb (الإنجليزية)
- لورين سوشا على موقع ألو سيني (الفرنسية)
- لورين سوشا على موقع أول موفي (الإنجليزية)
- لورين سوشا على موقع قاعدة بيانات الفيلم (الإنجليزية)
- لورين سوشا على موقع كينوبويسك (الروسية)